# Robert von Hagen
Robert Ernst Arthur Johann von Hagen, Pseudonym H. Trebor (* 7. Februar 1846 in Abony, Ungarn; † 28. Februar  1893 in Dresden), war ein deutscher Schriftsteller.

## Leben und Wirken
Er war der Sohn des Musikdirektors Josef Hagen und dessen Ehefrau Rosa, geborene de Preveaux. Sein Vater starb in Wien und seine Mutter in Berlin.
Hagen schlug zunächst eine Militärlaufbahn ein und stieg bis zum Königlich Sächsischen Premierleutnant auf. Nach seiner Außerdienststellung widmete er sich der Schriftstellerei. Er lebte zunächst in Friedrichshagen bei Berlin bei seiner Mutter, zuletzt in Dresden. Seine Werke künden von seiner unverbrüchlichen Kaiser- und Königstreue. Er blieb unverheiratet und starb wenige Wochen nach seinem 47. Geburtstag in Dresden. Ab 1884 war er Redakteur der in Berlin herausgegebenen Zeitschrift Deutsche Stimme. Daneben arbeitete er u. a. für das Deutsche Salon-Blatt von Sigismund von Kleist.

## Schriften (Auswahl)
- Der letzte Schliff. Leipzig 1879.
- Aus meinem Tagebuche. Denkwürdigkeiten und Erlebnisse. Gebr. Bartels, Berlin 1880.
- Aus dem Privatleben unseres Kaiserhauses. Heitere Skizzen und Geschichten. Julius Bohne, Berlin 1884.
- Kavaliersdienste in Feindesland. In: Deutscher Soldatenschatz, Heft 18 vom 21. September 1890.
- Der Firmpate von der Landstraße. Nach einer im Dresdner Anzeiger mitgeteilten Erzählung. In: Bunte Bilder aus dem Sachsenlande, Band III, 2. Aufl., Leipzig 1903, S. 18–24.
- Gruß aus Metz. Klinkhardt, Leipzig 1887.